# المجلس الوطني للكنائس بسنغافورة
المجلس الوطني للكنائس في سنغافورة (بالإنجليزية: National Council of Churches of Singapore (NCCS)): هو زمالة مسكونية للكنائس والمنظمات المسيحية في سنغافورة. يمثل أكثر من 250 كنيسة في سنغافورة.